# Odàcids

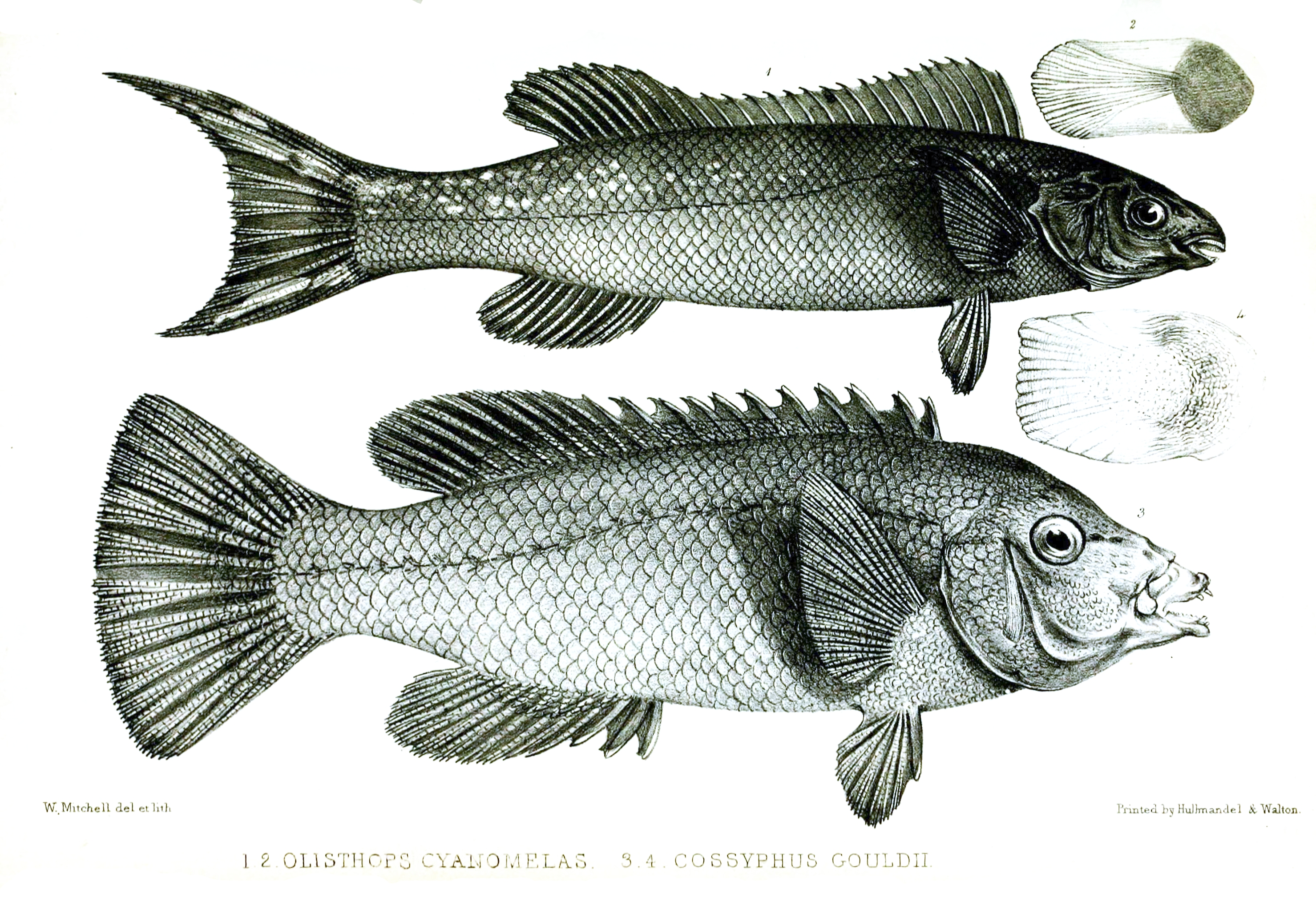
Odax cyanomelas (1 i 2) i Achoerodus gouldii (3 i 4)

Els odàcids (Odacidae) constitueixen una família de peixos marins pertanyent a l'ordre dels perciformes i relacionats amb els làbrids i els peixos lloro.

## Etimologia
Del grec odax, -akos (amb les dents), derivat d'odaxao (mossegar).

## Descripció
- Tenen les dents foses les unes a les altres semblant a la forma del bec d'un lloro.
- 14-23 espines a l'aleta dorsal.
- Una sola espina i 4 radis tous a l'aleta pelviana (tot i que n'hi ha una espècie amb absència de la susdita aleta).
- Escates en general de mida petita a mitjana.
- Línia lateral amb 30-87 escates.[4]

## Alimentació
N'hi ha espècies que es nodreixen de petits invertebrats i d'altres són herbívores, algunes de les quals arribant a l'extrem d'alimentar-se de varietats d'algues que són químicament desagradables per a altres peixos.

## Hàbitat i distribució geogràfica
Són peixos costaners que viuen a Austràlia i Nova Zelanda.

## Gèneres i espècies
- Haletta (Whitley, 1947)[7]
  - Haletta semifasciata (Valenciennes, 1840)[8]
- Neoodax (Castelnau, 1875)[9]
  - Neoodax balteatus (Valenciennes, 1840)[10]
- Odax (Valenciennes, 1840)[11]
- Siphonognathus (Richardson, 1858)[12][13][14][15][16][17][18]